# Opius similis
Opius similis är en stekelart som beskrevs av Szepligeti 1898. Opius similis ingår i släktet Opius och familjen bracksteklar. Arten är reproducerande i Sverige.

## Underarter
Arten delas in i följande underarter:
- O. s. differens
- O. s. parvipunctum